# Petahunan (Pekuncen)
Petahunan is een bestuurslaag in het regentschap Banyumas van de provincie Midden-Java, Indonesië. Petahunan telt 3566 inwoners (volkstelling 2010).